# Ou Chum
Huyện Ou Chum (tiếng Khmer: អូរជុំ) là một huyện nằm ở tỉnh Ratanakiri, đông bắc Campuchia. Dân số năm 1998 là 11.863 người. Huyện có 37 làng nằm trong 7 xã.

## Làng xã
| Xã (khum)  | Làng (phum)                                                                                     | Dân số (1998) |
| ---------- | ----------------------------------------------------------------------------------------------- | ------------- |
| Cha Ung    | Char Ung Ket, Char Ung Chan, Phlay Ampil, Thuoy Tum, Char Ung Kao                               | 1.733         |
| Chan/Pouy  | Chan, Kan Saeung, Kreh, Ta Ngach, Svay, Khmaeng, Krala, Kang Kuy                                | 1.696         |
| Aekakpheap | Pa Or, Pa Chon Thum, Oum, Krouch                                                                | 1.752         |
| Kalai      | Kalai Muoy, Kalai Pir, Kalai Bei                                                                | 820           |
| Ou Chum    | Ou Chum, Tharang Chong, Svay, L'eun Kreaeng, L'eun Chong, Tang Pleng, Tang Kamal, L'eun Kangmis | 3.090         |
| Sameakki   | Ka Meaen, Prak, Ba Nhuk, Ping                                                                   | 1.424         |
| L'ak       | L'ak, Kralong, Kouk, Kam, Phum Pir                                                              | 1.348         |